# Terre primitive froide
La théorie de la Terre primitive froide énonce que, tôt dans l'histoire de son évolution, la planète Terre recevait un flux calme de bolides et avait un climat frais (cool climate) permettant la présence d'eau liquide, après l'accrétion planétaire mais avant que se produise le grand bombardement tardif lors de l'Hadéen. La Terre primitive froide est l'état supposé de la Terre pendant quelques centaines de millions d'années autour de 4,2 milliards d'années dans le passé.

## Indices géologiques
Cette théorie de la Terre primitive froide est soutenue par les conditions supposées de l'eau à la création de « zircon détritique » au site de Jack Hills en Australie-Occidentale, daté d'environ 4,0 à 4,4 milliards d'années dans le passé, quelque temps après l'accrétion planétaire du début de l'Hadéen. L'épisode de la Terre primitive froide fut immédiatement suivi du grand bombardement tardif.